# Clemente Augusto da Baviera
Clemente Augusto da Baviera (em alemão:  Clemens August von Bayern) (Bruxelas, 17 de agosto de 1700-Castelo de Ehrenbreitstein (Coblença), 6 de fevereiro de 1761) foi um membro da Casa de Wittelsbach e Arcebispo-Eleitor da Colônia e Príncipe-Bispo de Osnabruque.

## Nascimento
Clemente Augusto nasceu em Bruxelas como sétimo filho e oitava criança de Maximiliano II Emanuel, Eleitor da Baviera e Teresa Cunegunda Sobieska. Os avós paternos foram Fernando Maria, Eleitor da Baviera e Henriqueta Adelaide de Saboia. Os avós maternos era João III Sobieski e a rainha Maria Casimira Luísa de La Grange d'Arquien.

## Áustria
Sua família foi dividida durante a Guerra da Sucessão Espanhola, e durante muitos anos ele esteve em prisão domiciliaria na Áustria, só em 1715 que toda família foi re-unida.

## Morte
Ele morreu na Alemanha em fevereiro de 1761. Em março de 1761, logo após sua morte, o Papa Clemente XIII rejeitou a nomeação do irmão de Clemente, João Teodoro da Baviera como Arcebispo-Eleitor da Colônia. E assim a Casa de Wittelsbach perdeu o domínio do Eleitorado de Colónia depois de 178 anos.

## Filha ilegítima
Clemente Augusto e sua amante Mechthild Brion tiveram uma filha:
- Ana Maria de Löwenfeld (1735-1783), casada com Francisco Luís da Baviera, Conde de Holnstein (1723-1780), filho do irmão de Clemente Augusto, Carlos VII, Sacro Imperador Romano.

| Clemente Augusto da Baviera Casa de WittelsbachNascimento: 17 de agosto 1700 em Bruxelas Morte: 6 de fevereiro 1761 em Coblença |                                          |                                                                                |
| Realeza Alemã |                                          |                                                                                |
| Títulos da Igreja Católica |                                          |                                                                                |
| Títulos de nobreza |                                          |                                                                                |
| Precedido por José Clemente de Baviera                                                                                          | Príncipe-Bispo de Ratisbona 1716 - 1719  | Sucedido por João Teodoro da Baviera                                           |
| Precedido por Francisco Arnaldo de Metternich                                                                                   | Príncipe-Bispo de Paderborn 1719 - 1761  | Sucedido por Guilherme Antonio de Asseburg                                     |
| Precedido por Francisco Arnaldo de Metternich                                                                                   | Príncipe-Bispo de Münster 1719 - 1761    | Sucedido por Maximiliano Frederico de Königsegg-Rothenfels                     |
| Precedido por José Clemente de Baviera                                                                                          | Arcebispo-Eleitor de Colónia 1723 - 1761 | Sucedido por Maximiliano Frederico de Königsegg-Rothenfels                     |
| Precedido por José Clemente de Baviera                                                                                          | Príncipe-Bispo de Hildesheim 1723 - 1761 | Sucedido por Frederico Guilherme de Vestfália                                  |
| Precedido por Ernesto Augusto, Duque de York e Albany                                                                           | Príncipe-Bispo de Osnabruque 1728 - 1761 | Sucedido por Vago titular seguinte empossado Frederico, Duque de York e Albany |